# Pyraminx Crystal

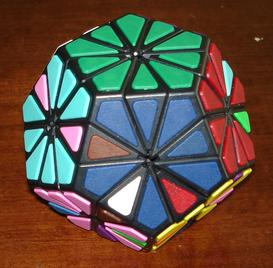
La Pyraminx Crystal parzialmente risolta.

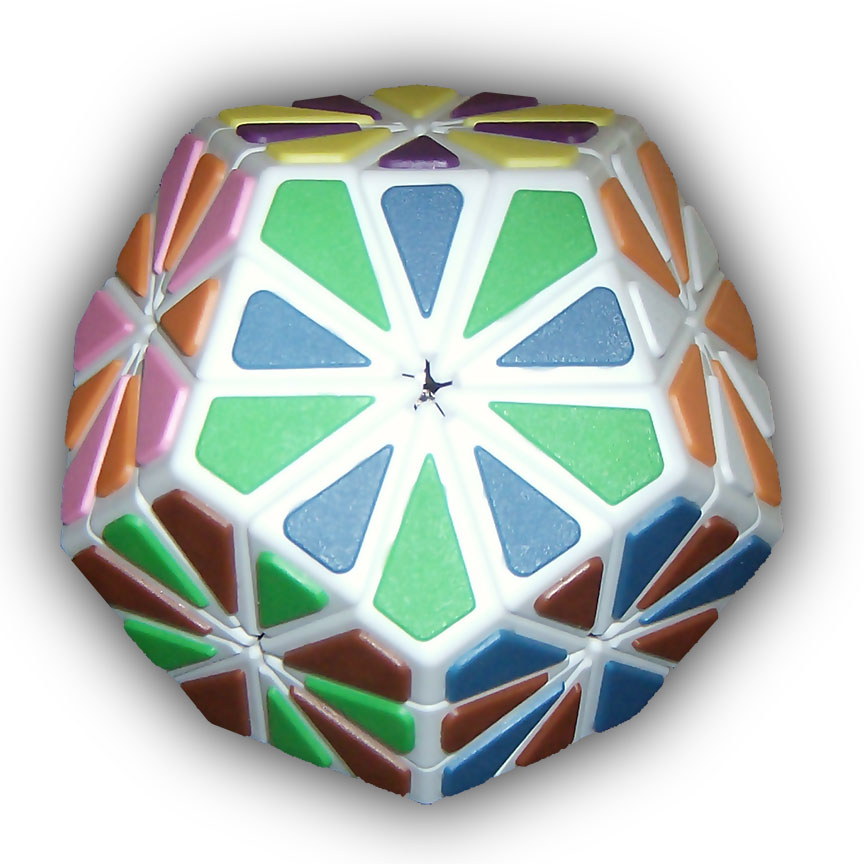
La Pyraminx Crystal con un pattern particolare.

La Pyraminx Crystal è un twisty puzzle dodecaedrico, derivato dal Megaminx.

## Descrizione
La Pyraminx Crystal è stata inventata da Uwe Mèffert nel 1987. Ha molti aspetti in comune con il Megaminx. Le due differenze stanno nel fatto che la Pyraminx Crystal non ha pezzi centrali e che ogni giro muove 10 spigoli anziché 5 come nel Megaminx. A differenza del Megaminx, inoltre, questo puzzle non rientra nelle competizioni ufficiali della World Cube Association.

## Permutazioni
Il puzzle può assumere 167.782.694.255.872.245.204.193.387.189.409.175.281.146.860.685.032.947.712.000.000.000 diverse posizioni, cioè circa {\displaystyle 1.68\times 10^{66}}.